# El Paradisio
El Paradisio is het vijftiende stripalbum uit de reeks Lefranc, bedacht en geschreven door Jacques Martin en getekend door Christophe Simon met medewerking van Olivier Pâques voor de decors. 
De eerste publicatie was ook meteen het eerste album. Het album werd in november 2002 uitgegeven door uitgeverij Casterman als softcover met nummer 15 in de serie Lefranc. 
Deze uitgave kent verschillende herdrukken, in ieder geval in 2003 en 2006.

## Het verhaal
Bij een proefvlucht met een Messerschmidt 109 crasht journalist Guy Lefranc in het Andes-gebergte en komt in de jungle terecht, waar hij door indianen wordt ontvoerd. De indianen vragen zijn hulp tegen El Paradisio, een fabriek gerund door valse broeders die de meisjes van hun stam opeisen om kleren te maken. Borg blijkt een van de afnemers te zijn. Borg denkt dat Lefranc niet is omgekomen bij het vliegtuigongeluk en gaat naar hem op zoek.
Lefranc dringt met de indianen het complex binnen, bevrijdt de vrouwen en meisjes en steekt het complex in brand. Borg ontsnapt via een helikopter en waarschuwt de pers dat Lefranc nog leeft. De indianen trekken zich terug de jungle in en Lefranc keert terug naar zijn eigen wereld.